# Supercopa de España de Fútbol 1993
La Supercopa de España de 1993 fue la X edición del torneo, correspondiente a la temporada 1993-94. Se disputó entre el campeón de Liga 1992-93, el F. C. Barcelona, y el campeón de la Copa del Rey 1992-93, el Real Madrid C. F.
Se jugó en partidos de ida y vuelta, el 2 de diciembre en Madrid y el 16 de diciembre en Barcelona. El Real Madrid C. F. fue el campeón del torneo por 4-2 en el cómputo global.
| Bandera de la Comunidad de Madrid | 4 - 2 | Bandera de Cataluña |
| Real Madrid C. F. 3 1             | 4 - 2 | F. C. Barcelona 1   |
| --------------------------------- | ----- | ------------------- |

## Supercopa de 1993
| F. C. Barcelona   |  | Bandera de Cataluña               |  | Campeón de la Primera División de España (1992/93) |
| Real Madrid C. F. |  | Bandera de la Comunidad de Madrid |  | Campeón de la Copa del Rey de fútbol (1992-93)     |

### Ida
| 1          | POR        | Paco Buyo         |     |
| 2          | DEF        | Fernando Hierro   |     |
| 4          | DEF        | Manolo Sanchís    | 75' |
| 3          | DEF        | Mikel Lasa        |     |
| 5          | DEF        | Rafael Alkorta    |     |
| 6          | MED        | Míchel            |     |
| 7          | MED        | Luis Milla        |     |
| 8          | MED        | Robert Prosinečki |     |
| 10         | DEL        | Luis Enrique      |     |
| 15         | DEL        | Alfonso Pérez     |     |
| 9          | DEL        | Iván Zamorano     | 66' |
| Entrenador | Entrenador | Benito Floro      |     |

| 1          | POR        | Carles Busquets    |     |
| 2          | DEF        | Albert Ferrer      |     |
| 3          | DEF        | Sergi Barjuán      |     |
| 4          | DEF        | Miguel Ángel Nadal |     |
| 14         | MED        | Iván Iglesias      |     |
| 6          | MED        | José Mari Bakero   | 59' |
| 7          | MED        | Pep Guardiola      |     |
| 16         | MED        | Eusebio Sacristán  |     |
| 11         | DEL        | Michael Laudrup    | 58' |
| 10         | DEL        | Hristo Stoichkov   |     |
| 9          | DEL        | Romário            |     |
| Entrenador | Entrenador | Johan Cruyff       |     |

| 13 | DEL | Peter Dubovský | 66' |
| 18 | DEF | Nando Muñoz    | 75' |

| 22 | DEL | Ronnie Ekelund | 58' |
| 8  | MED | Guillermo Amor | 59' |

|  | 33' | Alfonso Pérez | 1-1 |
|  | 55' | Iván Zamorano | 2-1 |
|  | 85' | Alfonso Pérez | 3-1 |

|  | 15' | Hristo Stoichkov | 0-1 |

|  | 69' | Míchel        |
|  | 80' | Alfonso Pérez |

|  | 22' | Iván Iglesias |
|  | 25' | Pep Guardiola |

| Árbitro: | Juan Ansuátegui Roca |

| 1          | POR        | Paco Buyo         |     |
| 2          | DEF        | Fernando Hierro   |     |
| 4          | DEF        | Manolo Sanchís    | 75' |
| 3          | DEF        | Mikel Lasa        |     |
| 5          | DEF        | Rafael Alkorta    |     |
| 6          | MED        | Míchel            |     |
| 7          | MED        | Luis Milla        |     |
| 8          | MED        | Robert Prosinečki |     |
| 10         | DEL        | Luis Enrique      |     |
| 15         | DEL        | Alfonso Pérez     |     |
| 9          | DEL        | Iván Zamorano     | 66' |
| Entrenador | Entrenador | Benito Floro      |     |

| 1          | POR        | Carles Busquets    |     |
| 2          | DEF        | Albert Ferrer      |     |
| 3          | DEF        | Sergi Barjuán      |     |
| 4          | DEF        | Miguel Ángel Nadal |     |
| 14         | MED        | Iván Iglesias      |     |
| 6          | MED        | José Mari Bakero   | 59' |
| 7          | MED        | Pep Guardiola      |     |
| 16         | MED        | Eusebio Sacristán  |     |
| 11         | DEL        | Michael Laudrup    | 58' |
| 10         | DEL        | Hristo Stoichkov   |     |
| 9          | DEL        | Romário            |     |
| Entrenador | Entrenador | Johan Cruyff       |     |

| 13 | DEL | Peter Dubovský | 66' |
| 18 | DEF | Nando Muñoz    | 75' |

| 22 | DEL | Ronnie Ekelund | 58' |
| 8  | MED | Guillermo Amor | 59' |

|  | 33' | Alfonso Pérez | 1-1 |
|  | 55' | Iván Zamorano | 2-1 |
|  | 85' | Alfonso Pérez | 3-1 |

|  | 15' | Hristo Stoichkov | 0-1 |

|  | 69' | Míchel        |
|  | 80' | Alfonso Pérez |

|  | 22' | Iván Iglesias |
|  | 25' | Pep Guardiola |

| Árbitro: | Juan Ansuátegui Roca |

### Vuelta
| 1          | POR        | Carles Busquets       |     |
| 2          | DEF        | Albert Ferrer         |     |
| 5          | DEF        | Sergi Barjuán         |     |
| 4          | DEF        | Ronald Koeman         |     |
| 9          | MED        | Guillermo Amor        |     |
| 6          | MED        | José Mari Bakero      |     |
| 3          | MED        | Pep Guardiola         |     |
| 7          | MED        | Jon Andoni Goikoetxea |     |
| 11         | DEL        | Txiki Begiristain     | 50' |
| 8          | DEL        | Hristo Stoichkov      | 50' |
| 10         | DEL        | Romário               |     |
| Entrenador | Entrenador | Johan Cruyff          |     |

| 1          | POR        | Paco Buyo         |     |
| 2          | DEF        | Fernando Hierro   | 78' |
| 4          | DEF        | Manolo Sanchís    | 87' |
| 3          | DEF        | Mikel Lasa        |     |
| 5          | DEF        | Rafael Alkorta    |     |
| 6          | MED        | Míchel            |     |
| 7          | MED        | Luis Milla        |     |
| 8          | MED        | Robert Prosinečki |     |
| 10         | DEL        | Luis Enrique      |     |
| 15         | DEL        | Alfonso Pérez     |     |
| 9          | DEL        | Iván Zamorano     |     |
| Entrenador | Entrenador | Benito Floro      |     |

| 11 | DEL | Michael Laudrup   | 50' |
| 18 | DEL | Quique Estebaranz | 50' |

| 16 | DEF | Luis Miguel Ramis | 78' |
| 18 | DEF | Nando Muñoz       | 87' |

|  | 65' | José Mari Bakero | 1-1 |

|  | 21' | Iván Zamorano | 0-1 |

|  | 23' | José Mari Bakero |
|  | 44' | Ronald Koeman    |
|  | 52' | Sergi Barjuán    |

|  | 27' | Alfonso Pérez   |
|  | 69' | Paco Buyo       |
|  | 76' | Fernando Hierro |
|  | 86' | Míchel          |

| Otorgado · Otorgado otra vez · Expulsado | 88' | Ronald Koeman |

| Árbitro: | Manuel Díaz Vega |

| 1          | POR        | Carles Busquets       |     |
| 2          | DEF        | Albert Ferrer         |     |
| 5          | DEF        | Sergi Barjuán         |     |
| 4          | DEF        | Ronald Koeman         |     |
| 9          | MED        | Guillermo Amor        |     |
| 6          | MED        | José Mari Bakero      |     |
| 3          | MED        | Pep Guardiola         |     |
| 7          | MED        | Jon Andoni Goikoetxea |     |
| 11         | DEL        | Txiki Begiristain     | 50' |
| 8          | DEL        | Hristo Stoichkov      | 50' |
| 10         | DEL        | Romário               |     |
| Entrenador | Entrenador | Johan Cruyff          |     |

| 1          | POR        | Paco Buyo         |     |
| 2          | DEF        | Fernando Hierro   | 78' |
| 4          | DEF        | Manolo Sanchís    | 87' |
| 3          | DEF        | Mikel Lasa        |     |
| 5          | DEF        | Rafael Alkorta    |     |
| 6          | MED        | Míchel            |     |
| 7          | MED        | Luis Milla        |     |
| 8          | MED        | Robert Prosinečki |     |
| 10         | DEL        | Luis Enrique      |     |
| 15         | DEL        | Alfonso Pérez     |     |
| 9          | DEL        | Iván Zamorano     |     |
| Entrenador | Entrenador | Benito Floro      |     |

| 11 | DEL | Michael Laudrup   | 50' |
| 18 | DEL | Quique Estebaranz | 50' |

| 16 | DEF | Luis Miguel Ramis | 78' |
| 18 | DEF | Nando Muñoz       | 87' |

|  | 65' | José Mari Bakero | 1-1 |

|  | 21' | Iván Zamorano | 0-1 |

|  | 23' | José Mari Bakero |
|  | 44' | Ronald Koeman    |
|  | 52' | Sergi Barjuán    |

|  | 27' | Alfonso Pérez   |
|  | 69' | Paco Buyo       |
|  | 76' | Fernando Hierro |
|  | 86' | Míchel          |

| Otorgado · Otorgado otra vez · Expulsado | 88' | Ronald Koeman |

| Árbitro: | Manuel Díaz Vega |

| Campeón Supercopa de España 1993 |
| -------------------------------- |
| Real Madrid C. F. 4° Título      |

| Predecesor: Supercopa de España 1992 | Supercopa de España 1993 | Sucesor: Supercopa de España 1994 |